# Masahiro Hara
Masahiro Hara ( japonais : 原 昌宏, Hepburn : Hara Masahiro, né le 8 août 1957) est un ingénieur japonais et diplômé de l'Université Hosei, surtout connu pour avoir inventé le QR code en 1994.

## Jeunesse et éducation
Hara est né à Tokyo en 1957. Il a étudié au département de génie électrique et électronique de l'Université Hosei. Il a obtenu son diplôme en 1980.

Exemple de QR code pour Wikipédia en anglais sur mobile

Après avoir obtenu son diplôme de l'Université Hosei, Hara rejoint la société japonaise Denso, une filiale du groupe Toyota. En 1992, au sein du département de Recherche & Développement de Denso (plus tard Denso Wave), Hara se voit confier la tâche de développer un nouveau système de code 2D capable de suivre de manière productive les composants utilisés dans l'industrie automobile, démarrant ainsi un nouveau projet. Un jour, au travail, lors d'une partie de go à l'heure du déjeuner, il découvre que le motif noir et blanc du jeu de go peut être utilisé pour coder des informations. Il entreprend alors ses recherches et crée le QR code en 1994, il a 37 ans.
En 2021, la présence du QR code s'accélère en Europe avec la pandémie de COVID-19. Le QR code est alors massivement utilisé pour assurer le suivi des campagnes successives de vaccination, détecter et assurer le suivi des patients COVID-19. Hara a indiqué qu'il aimerait développer des codes QR à d'autres fins médicales, notamment pour l'imagerie comme les rayons X ou les données d'électrocardiogramme.
En 2022, lors de la campagne présidentielle, le QR code fait son apparition sur les cartes électorales, renvoyant au site du gouvernement.
Hara travaille toujours pour Denso en 2024.

### Agence japonaise de coopération internationale
Hara a notamment été l'ingénieur en chef et conseiller du programme « École pour tous » de l'Agence japonaise de coopération internationale pour améliorer l'éducation au Niger.

## Publications choisies
- Co-auteur des chapitres 7 et 12 de « Développement éducatif grâce à la collaboration communautaire », livre 2020 « Participation communautaire avec les écoles dans les pays en développement »  (ISBN 9780429057472)

## Récompenses
Masahiro Hara a été largement reconnu pour son invention révolutionnaire du QR code, qui a transformé les industries du monde entier. En 2014, lui et les inventeurs de l'équipe de R&D du QR code ont reçu le prix de l'inventeur européen. La cérémonie de remise des prix 2014 a eu lieu le 17 juin à Berlin, au bureau de représentation de Deutsche Telekom à Berlin (ancien Kaiserliches Telegrafenamt), en l'honneur du 20e anniversaire de l'invention.

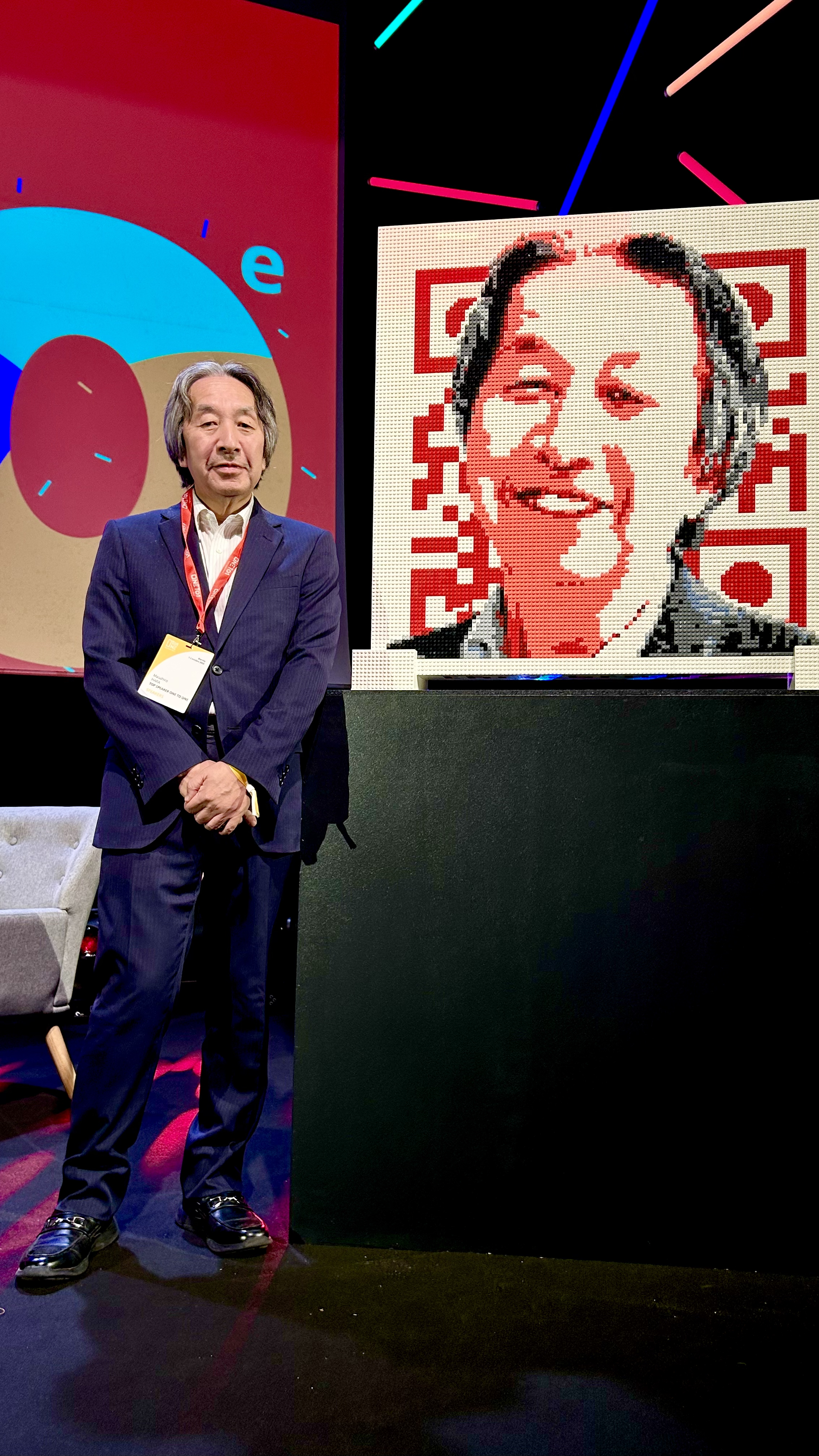
Hara devant son portrait en Lego réalisé par l'artiste qargo

En octobre 2024, Masahiro Hara a effectué sa première visite en France pour célébrer le 30e anniversaire de son invention,. Invité par son ami, l'artiste contemporain qargo, l'un des pionniers de l'intégration du QR code dans l'art, Hara était l'invité d'honneur de la 10e édition de l'événement 1to1 Expérience Client à Biarritz, où il a partagé l'histoire de la création du QR code. Hara a souligné comment le QR code a révolutionné le monde contemporain et transformé divers secteurs, permettant par exemple de faciliter plus de 2 milliards de paiements quotidiens en Chine, de transformer la billetterie électronique et multiples usages du quotidien dans tous les domaines : immobilier, médical, publicité, information, industrie...
Lors de l'événement, qargo a dévoilé une œuvre d'art représentant un portrait original de Hara pour célébrer les 30 ans de cette révolution technologique de premier plan. Hara, sorte de Gutenberg moderne, a mentionné avec humour qu'il peut toujours décoder un  QR code manuellement en utilisant simplement du papier et un crayon. Il a également évoqué le potentiel futur des codes QR, envisageant des versions colorées capables de stocker jusqu'à 7 000 caractères, y compris de courtes vidéos, directement visibles sur le code.
Une journée mondiale du QR code a été créée le 8 août, en honneur à la date de naissance de son inventeur.